# POP5
La subunidad de la proteína ribonucleasa P/MRP POP5 es una enzima que en los humanos está codificada por el gen POP5.